# IPAI-28 Super Surubim
Die IPAI-28 Super Surubim war eine Entwicklung der brasilianischen IPAI, Escola de Engenharia de Sâo Carlos.

## Geschichte und Konstruktion
Der Aeroclube de Rio Claro hatte seit einiger Zeit die IPT-16 Surubim in Verwendung. 1978 wurde der Luftfahrtingenieur Silvio de Oliveira beauftragt, die Leistungen des Flugzeugs zu steigern. Die Arbeiten daran dauerten fast ein Jahr, währenddessen Oliveira ein anderes Flugzeug entwickelte, das die besten Eigenschaften der Surubim übernahm und verbesserte Kunstflugeigenschaften aufweisen sollte. Er plante ein Ganzmetallflugzeug in Halbschalenbauweise mit zwei Sitzen in Tandemkonfiguration. Das Flugzeug war als Tiefdecker mit konventionellem Leitwerk und festem abgestrebtem Spornradfahrwerk ausgelegt. Die Cockpithaube ließ sich nach hinten schieben und hätte im Flug abgeworfen werden können. Die Maschine sollte von einem Ranger-6-440-C4-Sechszylinder-Reihenmotor mit 146 kW angetrieben werden. Da der Club nicht die Mittel hatte, um den Bau alleine finanzieren zu können, wandte man sich an die IPAI, Escola de Engenharia de Sâo Carlos und suchte Unterstützung bei einer Gruppe von Förderern, deren Sprecher der brasilianische Stuntpilot Alberto Bertelli war. Das zuvor intern als Super Surubim bezeichnete Flugzeug erhielt nun die offizielle Bezeichnung IPAI-28 Super Surubim. Viele Unternehmen, darunter Embraer und Neiva, halfen mit. Die Arbeiten an der Maschine, welche in den Werkstätten des Aeroclubs gebaut wurde, zogen sich jedoch in die Länge. Als die Maschine fast fertig war, starb Alberto Bertelli 1982 und die Förderer zogen sich zurück, worauf die Arbeiten unterbrochen wurden. Bis 1989 wurde nicht entschieden, wie es weitergehen sollte, als der Club vom Ministerium ein neues kunstflugtaugliches Flugzeug erhielt. Hierauf wurden die Arbeiten endgültig eingestellt.

## Technische Daten
| Kenngröße             | Daten                                                    |
| --------------------- | -------------------------------------------------------- |
| Besatzung             | 1                                                        |
| Passagiere            | 1                                                        |
| Länge                 | 8,10 m                                                   |
| Spannweite            | 9,10 m                                                   |
| Höhe                  | 2,12 m                                                   |
| Flügelfläche          | 10,12 m²                                                 |
| Leermasse             | 650 kg                                                   |
| max. Startmasse       | 950 kg                                                   |
| Reisegeschwindigkeit  | 240 km/h                                                 |
| Höchstgeschwindigkeit | 400 km/h                                                 |
| Dienstgipfelhöhe      | ?                                                        |
| Reichweite            | ?                                                        |
| Triebwerke            | 1 × Ranger-6-440-C4-Sechszylinder-Reihenmotor mit 146 kW |